# Карликовые поссумы
Ка́рликовые по́ссумы (лат. Burramyidae) — семейство сумчатых млекопитающих, включающее всего 2 рода и 5 видов, которые водятся в Восточной Австралии и на Новой Гвинее.
Карликовые кускусы сравнительно недавно были выделены в самостоятельное семейство из семейства поссумов (Phalangeridae). Это маленькие животные, вес которых составляет от 6 до 80 г при длине тела 6—12 см и хвоста 6—17 см. Для них характерна коническая голова с короткой мордочкой, большие глаза и короткие закругленные уши. Хвост длинный, тонкий и хватательный. На задних конечностях большие пальцы противопоставлены. Шерсть мягкая, густая. У самок хорошо развитая выводковая сумка открывается вперёд; оплодотворённые яйцеклетки, как и у многих двурезцовых сумчатых, проходят период диапаузы.
Карликовые кускусы насекомоядны; питаются также нектаром и ящерицами. Это ночные животные, которые ведут древесный образ жизни. Горный кускус (Burramys parvus), живущий в горах, — единственный известный вид сумчатых, который впадает в продолжительную спячку.

## Классификация
2 рода и 5 видов:
- Burramys — Горные поссумы, или горные кускусы
  - Burramys parvus — Горный поссум, или горный кускус
- Cercartetus — Соневидные поссумы, или соневидные кускусы[3], или сумчатые сони[4]
  - Cercartetus caudatus — Длиннохвостый поссум
  - Cercartetus concinnus — Тонкохвостый поссум, или тонкохвостый кускус[3]
  - Cercartetus lepidus — Тасманийский поссум, или тасманийский кускус
  - Cercartetus nanus — Толстохвостый поссум, или толстохвостый кускус[3]